# Edricus spiniger
Edricus spiniger är en spindelart som beskrevs av Octavius Pickard-Cambridge 1890.
Edricus spiniger ingår i släktet Edricus och familjen hjulspindlar. Inga underarter finns listade i Catalogue of Life.